# Готтберг, Курт фон
Курт фон Го́ттберг (нем. Curt von Gottberg; 11 февраля 1896 — 31 мая 1945) — высокопоставленный член СС в нацистской Германии. Обергруппенфюрер СС и генерал войск СС и полиции (30 июня 1944).

## Биография
Родился 11 февраля 1896 года. Участник Первой мировой войны. За боевые отличия награждён Железным крестом 1-го и 2-го класса. В 1919—1924 годах — активный член бригады Эрхардта. В 1932 году вступил в НСДАП (билет № 948 753). С 1 июля 1937 года — начальник управления по вопросам поселения в Главном управлении СС по вопросам расы и поселения, в 1939 году — начальник земельного управления в Праге. С 1 октября 1940 по 21 июля 1942 года – начальник 3-го (учетного) управления Главного управления СС. В 1942 году переведён в Генеральный комиссариат Белоруссии, где возглавил одну из боевых групп СС для борьбы с партизанами. На него были также возложены функции командующего войскам СС и полицией в комиссариате. С 24 марта 1943 года одновременно был заместителем высшего руководителя СС и полиции Центральной России.
С 5 июля 1943 года заменял отсутствовавшего Эриха Бах-Зелевского на посту высшего руководителя СС и полиции Центральной России, с 21 июня по 7 августа 1944 года сам официально занимал этот пост. 23 сентября 1943 года после убийства партизанами генерального комиссара Вильгельма Кубе занял его должность. Его полномочия расширились на восточные и южные регионы Белоруссии, которые ранее находились в подчинении руководства группы армий «Центр» и рейхскомиссариата Украины. Новый генеральный комиссар ужесточил немецкий террор на белорусских землях, начав с расстрела сотен мирных граждан в отместку за убийство Вильгельма Кубе. При Готтберге резко активизировалась работа с белорусскими коллаборационистами: при помощи немецких властей стал стремительно развиваться Союз белорусской молодёжи, Готберг подписал приказы о создании Белорусской краевой обороны и Белорусской центральной рады. При наступлении советских войск возглавлял боевую группу Готтберга. 30 июня 1944 года награждён Рыцарским крестом Железного креста.
7 августа 1944 года был назначен командиром 12-го армейского корпуса СС. 18 октября 1944 года сменен Гюнтером Блюментриттом. С декабря 1944 года – заместитель командующего армией резерва Гиммлера.
31 мая 1945 года покончил жизнь самоубийством в британском плену.

## Награды
- Железный крест (1914) 2-го и 1-го класса (Королевство Пруссия)
- Шеврон старого бойца
- Почётный крест ветерана войны с мечами
- Медаль «В память 1 октября 1938 года»[1]
- Пряжка к Железному кресту 2-го класса (06.12.1942)
- Пряжка к Железному кресту 1-го класса (20.02.1943)
- Немецкий крест в золоте (07.08.1943)
- Рыцарский крест Железного креста (30.06.1944)
- Крест военных заслуг 2-й и 1-й степени с мечами
- Медаль «За выслугу лет в НСДАП» в бронзе
- Медаль «За выслугу лет в СС»
- Нагрудный знак «За борьбу с партизанами» в серебре
- Кольцо «Мёртвая голова»
- Почётная сабля рейхсфюрера СС